# Morton by Bourne
Morton – wieś w Anglii, w Lincolnshire. Leży 48,7 km od Lincoln i 144,7 km od Londynu.
W 1961 roku civil parish liczyła 992 mieszkańców. Morton jest wspomniana w Domesday Book (1086) jako Mortun(e).